# Sport-Gemeinschaft Union Solingen 97 1983-1984
Questa voce raccoglie le informazioni riguardanti la Sport-Gemeinschaft Union Solingen 97 nelle competizioni ufficiali della stagione 1983-1984.

## Stagione
Nella stagione 1983-1984 l'Union Solingen, allenato da Hans-Georg Linnert e Eckhard Krautzun, concluse il campionato di 2. Bundesliga al 5º posto. In Coppa di Germania l'Union Solingen fu eliminato al primo turno dal Friburgo.

## Rosa
| N. |                     | Ruolo | Calciatore             |
| -- | ------------------- | ----- | ---------------------- |
|    | Germania (bandiera) | P     | Jörg Albracht          |
|    | Germania (bandiera) | P     | Volker Diergardt       |
|    | Germania (bandiera) | P     | Helmut Pabst           |
|    | Germania (bandiera) | D     | Klaus-Dieter Dieckmann |
|    | Germania (bandiera) | D     | Jürgen Elm             |
|    | Germania (bandiera) | D     | Willi Göddertz         |
|    | Germania (bandiera) | D     | Sieghard Heise         |
|    | Serbia (bandiera)   | D     | Miladin Lazic          |
|    | Germania (bandiera) | D     | Dirk Römer             |
|    | Germania (bandiera) | C     | Engelbert Buschmann    |

| N. |                                 | Ruolo | Calciatore       |
| -- | ------------------------------- | ----- | ---------------- |
|    | Germania (bandiera)             | C     | Udo Dettmer      |
|    | Germania (bandiera)             | C     | Günter Diekmann  |
|    | Germania (bandiera)             | C     | Wolfgang Krüger  |
|    | Germania (bandiera)             | C     | Achim Nohlen     |
|    | Germania (bandiera)             | C     | Thomas Pontzen   |
|    | Germania (bandiera)             | A     | Manfred Dum      |
|    | Bosnia ed Erzegovina (bandiera) | A     | Demir Hotić      |
|    | Germania (bandiera)             | A     | Daniel Jurgeleit |
|    | Germania (bandiera)             | A     | Wolfgang Schäfer |
|    | Germania (bandiera)             | A     | Jens Wengenroth  |

## Organigramma societario
Area tecnica
- Allenatore: Eckhard Krautzun
- Allenatore in seconda:
- Preparatore dei portieri:
- Preparatori atletici:

## Calciomercato

### Sessione estiva
| Acquisti | Acquisti         | Acquisti                | Acquisti |
| R.       | Nome             | da                      | Modalità |
| -------- | ---------------- | ----------------------- | -------- |
| C        | Ray Hudson       | Ft. Lauderdale Strikers |          |
| P        | Volker Diergardt | Arminia Bielefeld       |          |
| A        | Demir Hotić      | Fortuna Düsseldorf      |          |
| D        | Miladin Lazic    | Karlsruhe               |          |

| Cessioni | Cessioni       | Cessioni          | Cessioni |
| R.       | Nome           | a                 | Modalità |
| -------- | -------------- | ----------------- | -------- |
| C        | Andreas Kliemt | Uerdingen 05      |          |
| C        | Horst Raubold  | Kickers Stoccarda |          |

### Sessione invernale
| Acquisti | Acquisti | Acquisti | Acquisti |
| R.       | Nome     | da       | Modalità |
| -------- | -------- | -------- | -------- |

| Cessioni | Cessioni   | Cessioni          | Cessioni |
| R.       | Nome       | a                 | Modalità |
| -------- | ---------- | ----------------- | -------- |
| C        | Ray Hudson | Edmonton Brickmen |          |

## Risultati

### 2. Bundesliga

#### Girone di andata
| Arbitro: | Kespohl |

|                          |           |                       |
| Schäfer 28’ Diekmann 81’ | Marcatori | 45’ Linßen 48’ Helmes |

| Arbitro: | Kasperowski |

|             |           |             |
| Wegmann 26’ | Marcatori | 31’ Schäfer |

| Arbitro: | Schütte |

|               |           |  |
| Jurgeleit 61’ | Marcatori |  |

| Arbitro: | Matheis |

|                          |           |                                |
| Klinsmann 34’ Merkle 76’ | Marcatori | 43’ Pontzen 49’ (aut.) Forster |

| Arbitro: | Waltert |

|                    |           |            |
| Schäfer 45’ (rig.) | Marcatori | 77’ Kalter |

| Arbitro: | Hellwig |

|             |           |  |
| Brocker 34’ | Marcatori |  |

| Arbitro: | Brückner |

|                         |           |  |
| Krüger 54’ Diekmann 82’ | Marcatori |  |

| Arbitro: | Mierswa |

|                                                      |           |           |
| Traser 51’, 61’, 63’, 70’ Eplinius 57’ Deuerling 83’ | Marcatori | 86’ Hotić |

| Arbitro: | Heitmann |

|                                             |           |  |
| Pontzen 49’ Heise 77’ Römer 83’ Schäfer 90’ | Marcatori |  |

| Arbitro: | Vasel |

|           |           |                                    |
| Hauck 76’ | Marcatori | 30’ (aut.) Modick 44’, 53’ Schäfer |

| Darmstadt 1º ottobre 1983, ore 15:00 CET 11ª giornata | Darmstadt    | 0 – 0 referto | Union Solingen | Stadion am Böllenfalltor (3 000 spett.)\| Arbitro: \| Reinstädtler \| |
| Arbitro:                                              | Reinstädtler |               |                |                                                                       |

| Arbitro: | Eschweiler |

|                           |           |  |
| Jurgeleit 65’ Schäfer 87’ | Marcatori |  |

| Arbitro: | Kasperowski |

|           |           |                           |
| Timme 45’ | Marcatori | 53’ Schäfer 60’ Jurgeleit |

| Arbitro: | Kautschor |

|                   |           |                              |
| Giesel 30’ (aut.) | Marcatori | 58’ Gorski 84’ (rig.) Lorant |

| Arbitro: | Dellwing |

|              |           |                       |
| Notthoff 53’ | Marcatori | 52’ Schäfer 59’ Heise |

| Arbitro: | Waltert |

|                                                 |           |  |
| Buschmann 3’, 42’ Jurgeleit 14’, 68’ Nohlen 85’ | Marcatori |  |

| Arbitro: | Correll |

|                                      |           |                         |
| Günther 59’ Schüler 62’ Harforth 63’ | Marcatori | 78’ (rig.), 85’ Schäfer |

| Arbitro: | Wiesel |

|               |           |                     |
| Buschmann 37’ | Marcatori | 8’ Drews 20’ Kügler |

| Arbitro: | Niebergall |

|                  |           |  |
| Rombach 63’, 86’ | Marcatori |  |

#### Girone di ritorno
| Arbitro: | Bruch |

|           |           |                                               |
| Gores 87’ | Marcatori | 17’ (aut.) Kuntze 86’ Jurgeleit 90’ Buschmann |

| Arbitro: | Kasperowski |

|                               |           |                            |
| Buschmann 6’, 14’ Schäfer 60’ | Marcatori | 55’ Demange 70’ (aut.) Elm |

| Arbitro: | Walz |

|                                         |           |                                |
| Gaedke 44’ (rig.), 50’ Schlumberger 79’ | Marcatori | 46’ Schäfer 54’, 67’ Buschmann |

| Arbitro: | Uhlig |

|             |           |                         |
| Schäfer 53’ | Marcatori | 8’ Hobday 41’ Klinsmann |

| Arbitro: | Kautschor |

|             |           |         |
| Schmidt 45’ | Marcatori | 66’ Dum |

| Arbitro: | Diekert |

|                                           |           |  |
| Schäfer 2’ Buschmann 35’ Degen 83’ (aut.) | Marcatori |  |

| Arbitro: | Boos |

|          |           |             |
| Seel 19’ | Marcatori | 65’ Schäfer |

| Arbitro: | Reinstädtler |

|  |           |                         |
|  | Marcatori | 48’ Wielandt 80’ Traser |

| Arbitro: | Mierswa |

|                                    |           |                              |
| Täuber 3’ Thon 46’ Abel 63’ (rig.) | Marcatori | 16’ Hotić 43’, 71’ Jurgeleit |

| Arbitro: | Brückner |

|                                       |           |                |
| Jurgeleit 38’, 74’ Elm 86’ Krüger 89’ | Marcatori | 11’, 58’ Hauck |

| Arbitro: | Kasperowski |

|                             |           |          |
| Schäfer 62’ Kuhl 76’ (aut.) | Marcatori | 73’ Hahn |

| Arbitro: | Tritschler |

|                                   |           |                      |
| Lehmann 36’ (rig.) Funke 48’, 71’ | Marcatori | 80’ (rig.) Jurgeleit |

| Arbitro: | Zimmermann |

|               |           |  |
| Jurgeleit 30’ | Marcatori |  |

| Arbitro: | Puchalski |

|                                       |           |                                                   |
| Schaub 6’, 57’ Steiner 52’ Aussem 72’ | Marcatori | 17’, 22’, 46’ Schäfer 30’ Buschmann 59’ Jurgeleit |

| Arbitro: | Vasel |

|  |           |              |
|  | Marcatori | 52’ Notthoff |

| Arbitro: | Kasperowski |

|                       |           |                      |
| Stächelin 18’ Löw 51’ | Marcatori | 39’ (rig.) Jurgeleit |

| Arbitro: | Dellwing |

|                     |           |  |
| Krüger 8’ Römer 36’ | Marcatori |  |

| Arbitro: | Bruch |

|            |           |           |
| Kügler 84’ | Marcatori | 39’ Hotić |

| Arbitro: | Barnick |

|                                   |           |  |
| Jurgeleit 17’ Dum 22’ Schäfer 85’ | Marcatori |  |

### Coppa di Germania
| Arbitro: | Schäfer |

|                         |           |                  |
| Dämgen 33’, 43’ Löw 42’ | Marcatori | 63’, 68’ Schäfer |

## Statistiche

### Statistiche di squadra
| Competizione      | Punti | In casa | In casa | In casa | In casa | In casa | In casa | In trasferta | In trasferta | In trasferta | In trasferta | In trasferta | In trasferta | Totale | Totale | Totale | Totale | Totale | Totale | DR  |
| Competizione      | Punti | G       | V       | N       | P       | Gf      | Gs      | G            | V            | N            | P            | Gf           | Gs           | G      | V      | N      | P      | Gf     | Gs     | DR  |
| ----------------- | ----- | ------- | ------- | ------- | ------- | ------- | ------- | ------------ | ------------ | ------------ | ------------ | ------------ | ------------ | ------ | ------ | ------ | ------ | ------ | ------ | --- |
| 2. Bundesliga     | 44    | 19      | 12      | 2       | 5       | 38      | 17      | 19           | 5            | 8            | 6            | 32           | 37           | 38     | 17     | 10     | 11     | 70     | 54     | +16 |
| Coppa di Germania | -     | 0       | 0       | 0       | 0       | 0       | 0       | 1            | 0            | 0            | 1            | 2            | 3            | 1      | 0      | 0      | 1      | 2      | 3      | -1  |
| Totale            | 44    | 19      | 12      | 2       | 5       | 38      | 17      | 20           | 5            | 8            | 7            | 34           | 40           | 39     | 17     | 10     | 12     | 72     | 57     | +15 |

### Andamento in campionato
| Giornata  | 1 | 2 | 3 | 4 | 5 | 6  | 7 | 8 | 9 | 10 | 11 | 12 | 13 | 14 | 15 | 16 | 17 | 18 | 19 | 20 | 21 | 22 | 23 | 24 | 25 | 26 | 27 | 28 | 29 | 30 | 31 | 32 | 33 | 34 | 35 | 36 | 37 | 38 |
| --------- | - | - | - | - | - | -- | - | - | - | -- | -- | -- | -- | -- | -- | -- | -- | -- | -- | -- | -- | -- | -- | -- | -- | -- | -- | -- | -- | -- | -- | -- | -- | -- | -- | -- | -- | -- |
| Luogo     | C | T | C | T | C | T  | C | T | C | T  | T  | C  | T  | C  | T  | C  | T  | C  | T  | T  | C  | T  | C  | T  | C  | T  | C  | T  | C  | C  | T  | C  | T  | C  | T  | C  | T  | C  |
| Risultato | N | N | V | N | N | P  | V | P | V | V  | N  | V  | V  | P  | V  | V  | P  | P  | P  | V  | V  | N  | P  | N  | V  | N  | P  | N  | V  | V  | P  | V  | V  | P  | P  | V  | N  | V  |
| Posizione | 7 | 9 | 7 | 7 | 7 | 10 | 8 | 9 | 8 | 8  | 7  | 7  | 6  | 6  | 5  | 5  | 6  | 6  | 8  | 6  | 6  | 7  | 8  | 7  | 7  | 6  | 6  | 7  | 7  | 6  | 6  | 6  | 6  | 6  | 6  | 6  | 6  | 5  |

Legenda:

Luogo: C = Casa; T = Trasferta. Risultato: V = Vittoria; N = Pareggio; P = Sconfitta.

### Statistiche dei giocatori
| Giocatore     | 2. Bundesliga | 2. Bundesliga | 2. Bundesliga | 2. Bundesliga | Coppa di Germania | Coppa di Germania | Coppa di Germania | Coppa di Germania | Totale   | Totale | Totale      | Totale     |
| Giocatore     | Presenze      | Reti          | Ammonizioni   | Espulsioni    | Presenze          | Reti              | Ammonizioni       | Espulsioni        | Presenze | Reti   | Ammonizioni | Espulsioni |
| ------------- | ------------- | ------------- | ------------- | ------------- | ----------------- | ----------------- | ----------------- | ----------------- | -------- | ------ | ----------- | ---------- |
| J. Albracht   | 0             | 0             | 0             | 0             | 0                 | 0                 | 0                 | 0                 | 0        | 0      | 0           | 0          |
| E. Buschmann  | 23            | 10            | 5             | 0             | 1                 | 0                 | 0                 | 0                 | 24       | 10     | 5           | 0          |
| U. Dettmer    | 13            | 0             | 2             | 0             | 1                 | 0                 | 0                 | 0                 | 14       | 0      | 2           | 0          |
| K. Dieckmann  | 5             | 0             | 1             | 0             | 0                 | 0                 | 0                 | 0                 | 5        | 0      | 1           | 0          |
| G. Diekmann   | 36            | 2             | 6             | 0             | 1                 | 0                 | 0                 | 0                 | 37       | 2      | 6           | 0          |
| V. Diergardt  | 35            | 0             | 1             | 0             | 0                 | 0                 | 0                 | 0                 | 35       | 0      | 1           | 0          |
| M. Dum        | 22            | 2             | 1             | 0             | 1                 | 0                 | 0                 | 0                 | 23       | 2      | 1           | 0          |
| J. Elm        | 35            | 1             | 6             | 0             | 1                 | 0                 | 1                 | 0                 | 36       | 1      | 7           | 0          |
| W. Göddertz   | 26            | 0             | 1             | 0             | 1                 | 0                 | 0                 | 0                 | 27       | 0      | 1           | 0          |
| S. Heise      | 32            | 2             | 5             | 0             | 1                 | 0                 | 0                 | 0                 | 33       | 2      | 5           | 0          |
| D. Hotić      | 31            | 3             | 5             | 0             | 0                 | 0                 | 0                 | 0                 | 31       | 3      | 5           | 0          |
| R. Hudson     | 10            | 0             | 1             | 0             | 0                 | 0                 | 0                 | 0                 | 10       | 0      | 1           | 0          |
| D. Jurgeleit  | 36            | 15            | 2             | 0             | 1                 | 0                 | 0                 | 0                 | 37       | 15     | 2           | 0          |
| W. Krüger     | 36            | 3             | 8             | 0             | 0                 | 0                 | 0                 | 0                 | 36       | 3      | 8           | 0          |
| M. Lazic      | 34            | 0             | 5             | 0             | 1                 | 0                 | 0                 | 0                 | 35       | 0      | 5           | 0          |
| A. Nohlen     | 15            | 1             | 0             | 0             | 0                 | 0                 | 0                 | 0                 | 15       | 1      | 0           | 0          |
| H. Pabst      | 4             | 0             | 0             | 0             | 1                 | 0                 | 0                 | 0                 | 5        | 0      | 0           | 0          |
| T. Pontzen    | 30            | 2             | 7             | 0             | 1                 | 0                 | 0                 | 0                 | 31       | 2      | 7           | 0          |
| D. Römer      | 29            | 2             | 1             | 0             | 1                 | 0                 | 0                 | 0                 | 30       | 2      | 1           | 0          |
| W. Schäfer    | 37            | 21            | 5             | 0             | 1                 | 2                 | 1                 | 0                 | 38       | 23     | 6           | 0          |
| J. Wengenroth | 1             | 0             | 0             | 0             | 0                 | 0                 | 0                 | 0                 | 1        | 0      | 0           | 0          |